# 达美航空89号航班迫降事件
达美航空89号航班是达美航空运营的自美国洛杉矶国际机场飞往中国上海浦东国际机场的国际航班。该航班在2020年1月14日自洛杉矶起飞后不久，发动机即出现故障。在准备迫降时，班机在城市上空倾卸燃油，导致地面56人皮肤和肺部烧伤。班机上没有人员伤亡。美国联邦航空管理局正在调查此一事件。

## 事件过程
本次航班使用波音777-200ER型宽体客机运营。该班机于2020年1月14日11时32分（太平洋时间）自洛杉矶国际机场起飞，机上有149名乘客和16名机组成员。起飞后不久，机组在客机爬升中报告右侧发动机发生压缩机失速。空中交通管制人员两度询问机组是否继续飞行以在太平洋上空倾卸燃油，机组回答称“我们可以控制飞机……情况并不严重”，“不需要倾卸燃油”。其后，飞机掉头飞回洛杉矶，试图在机场迫降。然而根据一位波音777机长的估算，飞机在降落前倾倒了约15,000—20,000 US gal（57,000—76,000 L）燃油。飞机最后平稳降落，机上无人伤亡。
在迫降过程中，89号班机在人口稠密的洛杉矶县长度5 mi（8 km）范围上空抛洒了燃油，受影响的范围包括五所小学和一所高中，其中最严重的是卡德希帕克大道小学，有几名学生被燃油淋到。此外，南门的小学生也受到影响。正在上体育课的学生在看到飞机以前，以为漏下的燃油是下雨。

## 事件影响
急救人员首先赶到被燃油影响的学校治疗师生，至少有56人皮肤和肺部受到刺激。这些学校当日随即关闭，清理后第二天重新开放。此次事件得到诸多媒体关注，包括美国国内的CBS新闻、《纽约时报》和《洛杉矶时报》和英国的《大都市报》以及BBC都加入了对事件的调查和分析。调查中，一名前美联航机长称，在人口稠密的城市上空抛洒燃油是“谁都不会做出的荒唐事”。航空专家约翰·科克斯说，机组当时“并未受致命威胁，且是从海边起飞，机组一定要解释他们在禁止抛洒燃油的低空抛洒、也没有告知空管人员正在倾倒燃油的原因”。
本次事件发生后，毗邻西雅图-塔科马国际机场的华盛顿州布里恩市市长要求西雅图港针对类似情况做出紧急情况响应预案。
根据Flightradar24的资料，事件中的客机已在1月24日回归达美航空继续运营。

## 调查
1月15日，联邦航空管理局宣布正在调查此事件。该局在声明中提到：“进出美国主要机场的班机有特殊的燃油倾倒程序，这个程序要求把燃油倾倒在高空等指定的无人居住区域，燃油在落地之前就会雾化分散”。